# 山形市立第四中学校
山形市立第四中学校（やまがたしりつ だいよんちゅうがっこう、Yamagata Civic 4th Junior High School）は、山形県山形市にある公立中学校。略称は「山四中」（やまよんちゅう）、山形市内では「四中」とも呼ばれている。県内では生徒数が山形六中についで、多い中学校である。山形二中、山形三中とは兄弟校。

## 学区
山形市立鈴川小学校、山形市立千歳小学校、山形市立東小学校が山形四中の学区となる。

## 沿革
- 1947年4月30日 - 山形市立第四中学校として山形市立第二中学校、山形市立第三中学校と同時期に開校

## 出身の有名人
- 高橋みゆき（女子バレーボール）
- 石沢綾子（HTBアナウンサー）
- 菅井直樹（サッカー選手）
- 三浦里佳子（水球選手）[2]
- ぱーてぃーちゃん すがちゃん最高No.1（お笑い芸人）

## 所在地
- 〒990-0067
山形市花楯二丁目10番48号